# Eduard Prokosch
Eduard Prokosch (15. května 1876 Cheb – 11. srpna 1938 New Haven) byl jazykovědec a vysokoškolský učitel.

## Život
Jeho otec byl ředitelem školy v Chebu. Do roku 1897 studoval práva a němčinu na Karlo-Ferdinandově univerzitě v Praze, univerzitách ve Vídni, Chicagu, Heidelbergu a Lipsku. V roce 1897 získal doktorát. phil. na univerzitě v Lipsku. Během svého pobytu v USA v roce 1898 byl tajemníkem na rakouském vicekonzulátu v Milwaukee.
Vyučoval německou a germánskou filologii na mnoha amerických vzdělávacích institucích, včetně Chicagské univerzity, Texaské univerzity v Austinu, Wisconsinské univerzity v Madisonu, Bryn Mawr College a Newyorské univerzity. V roce 1937 byl president "Modern Languages Association" (MLA).
Prokosch zakončil svou kariéru jako profesor germánských jazyků na Yaleově univerzitě a během této doby napsal své nejvlivnější dílo A Comparative Germanic Grammar. Zemřel při automobilové nehodě v New Haven, Connecticut krátce před vydáním knihy v roce 1939.